# Улица Садовского
Улица Садо́вского — улица в городе Новомосковске Тульской области. Располагается в центральной части города. Названа в честь С. В. Садовского, директора Новомосковского химического комбината в 1940—1941 и 1946—1965 годах.

## История и расположение
Улица Парковая появилась на карте города согласно первоначальному генплану застройки в 1930-х годах. С запада на восток улицу пересекают улицы Берёзовая, Трудовые Резервы, Октябрьская, Московская, Свердлова и Калинина. Слева примыкает улица Пионерская. На востоке улица упирается в городской парк.
В 1930-х годах на месте дома спорта и центрального рынка в начале улицы было картофельное поле — здесь была окраина города. Улица строилась сначала в конце, возле парка, потом у рынка (в начале), а потом в середине. В конце улицы — небольшие двухэтажные шлакоблочные дома-ветераны. Памятью о 1930-х годах возле них стоят полувековые тополя, старейшие в городе.
В 1965 году решением исполкома горсовета депутатов трудящихся, учитывая большие заслуги С. В. Садовского в строительстве города Новомосковска, его труд в химической промышленности, создании и развитии Новомосковского химкомбината, в целях увековечения его памяти, улица Парковая была переименована в улицу имени Садовского. На доме № 29 установлена мемориальная доска.

## Здания и сооружения
По нечётной стороне:
- дом 27 — средняя школа № 25
- дом 29 — жилой дом, на стене установлена мемориальная доска о С. В. Садовском
- на пересечении с улицей Московская — памятник Дмитрию Донскому
- дом 41 — Новомосковский родильный дом

По чётной стороне:
- Центральный рынок
- дом 40 — Центральная городская библиотека